# Джон Джоунс
Джонатан Дуайт Джоунс (на английски език – Jonathan Dwight Jones) е американски професионален ММА боец, който се състезава в шампионата UFC. Джоунс е смятан за един от най-великите професионални бойци на всички времена. Към 15 август 2019 година той е двукратен безспорен Световен шампион в лека-тежка категория на UFC, защитена от него на 29 декември 2018 г. в двубой с боеца от Швеция Александър Густафсон.
Печели първата си световна титла в UFC в двубой срещу Маурисио Руа през 2011 г., когато Джоунс е едва на 23 години, с което става най-младият шампион от учреждаването на UFC и разделението на познатите теглови категории. Той държи рекорда по най-много защити на титлата в лека-тежка категория на UFC, както и тези за най-много победи, най-дълга победна серия и най-много победи с предаване (submission). Към август 2019 година Джоунс притежава впечатляващ рекорд от 27 победи и само 1 загуба (с дисквалификация).
Между 2015 и 2017 г. Джоунс е замесен в няколко спора, вследствие на което губи титлата си три пъти заради дисциплинарни действия. Първия път е лишен от титлата си и отстранен от официалната класация от UFC през 2015 г., след като е арестуван по обвинения в предизвикване на пътно транспортно произшествие, след което е избягал. Върнат е в ранглистата на UFC през 2016 г., но през 2017 година е изваден отново, след когато преди двубоите с Овинс Сейнт Прио и Даниел Кормие дава положителен резултат от пробите за забранени вещества (допинг). След отмяната на забраната през 2017 г. Джоунс възстанови първенството през 2018 г., като побеждава Александър Густафсон.
Джоунс има двама братя. Негов по-голям брат е бившия играч на Националната футболна лига (NFL) Артър Джоунс, а има и по-малък брат – сегашния играч на NFL Чандлър Джоунс.